# Ngày Ada Lovelace
Ngày Ada Lovelace là một sự kiện quốc tế diễn ra hàng năm được tổ chức vào ngày Thứ Ba thứ hai của tháng 10. Ngày này được đặt tên theo Ada Lovelace, người được mệnh danh là lập trình viên đầu tiên trên thế giới. Niềm đam mê và tầm nhìn của bà đối với công nghệ, đã biến bà trở thành một biểu tượng mạnh mẽ cho phụ nữ hiện đại trong lĩnh vực công nghệ. Trong ngày Ada Lovelace, các sự kiện và hoạt động được tổ chức để tôn vinh thành tựu và thúc đẩy sự tham gia của phụ nữ trong lĩnh vực STEM (khoa học, công nghệ, kỹ thuật, và toán). Các hoạt động thường bao gồm các bài giảng, hội thảo, triển lãm và nhiều sự kiện cộng đồng khác.
Bà Suw Charman-Anderson, người sáng lập ra dự án Ngày Ada Lovelace, chia sẻ: "Ngày Ada Lovelace là ngày để kể những câu chuyện của những người phụ nữ trong lĩnh vực khoa học, công nghệ, kỹ thuật và toán học. Những câu chuyện này vô cùng quan trọng. Bên cạnh việc truyền cảm hứng cho các bé gái và phụ nữ đang cân nhắc theo học STEM, những câu chuyện còn cho thấy rằng họ cũng có thể theo đuổi sự tò mò của mình và xây dựng lên sự nghiệp. Còn với những phụ nữ đã theo đuổi STEM, qua đó họ cũng có thể thấy rằng họ không đơn độc và chạm tới thành công là điều có thể. Và cũng chính họ sẽ đem đến cho người khác những câu chuyện của họ nhằm thấu hiểu, truyền cảm hứng và hỗ trợ những người phụ nữ trong đời họ."

## Lịch sử

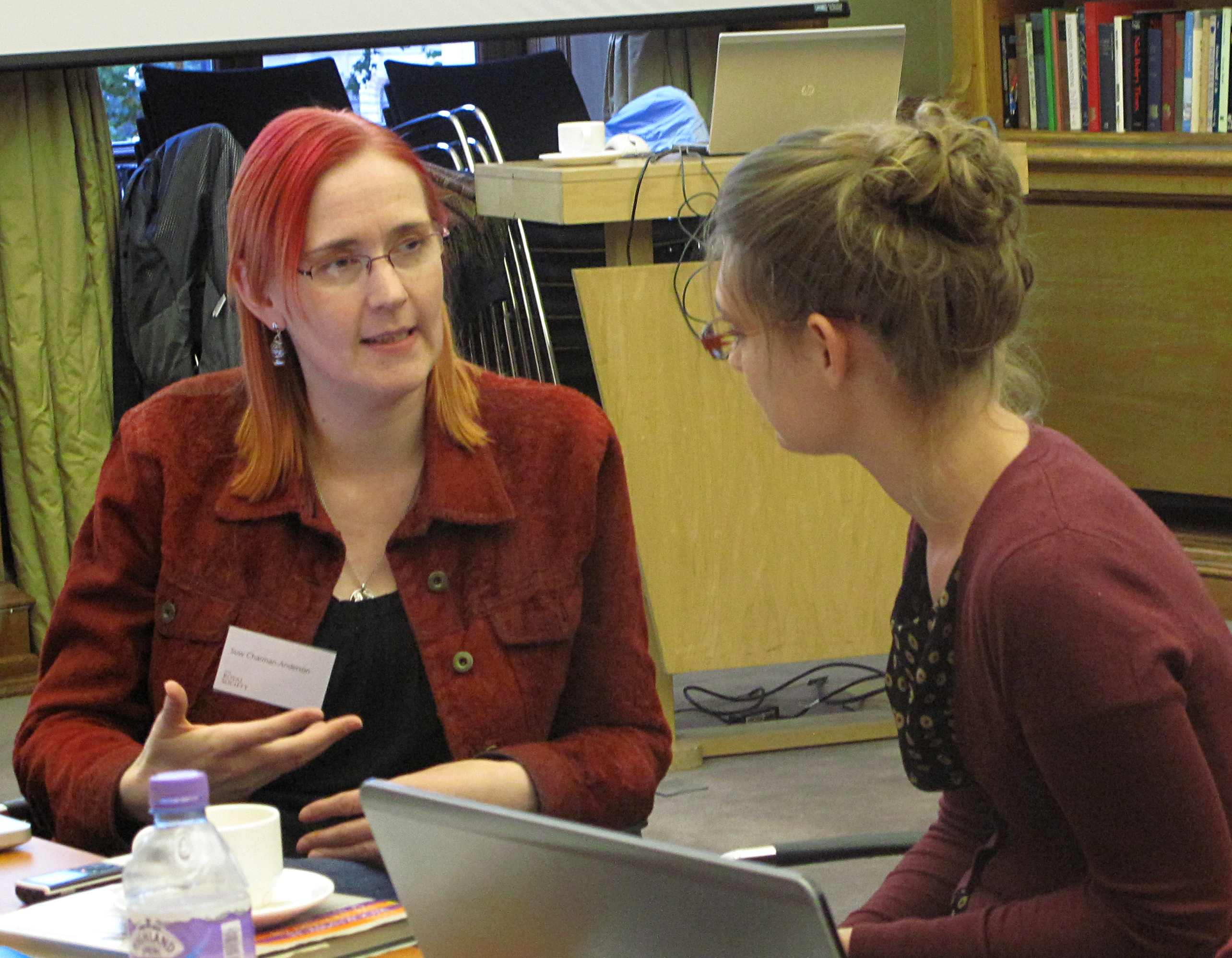
Suw Charman-Anderson, người sáng lập dự án Ngày Ada Lovelace, trong sự kiện của Wikimedia UK năm 2012.

Năm 2009, bà Suw Charman-Anderson đã đăng một "lời tuyên thệ" lên trang xã hội PledgeBank (nền tảng cũ của mySociety): "Tôi sẽ đăng một bài blog vào hôm thứ Ba ngày 24 tháng 3 về một phụ nữ trong lĩnh vực công nghệ mà tôi ngưỡng mộ nhưng chỉ khi 1.000 người khác cũng làm như vậy." Và đó chính là tiền thân của dự án Ngày Ada Lovelace, khi có tới gần 2000 người tham gia vào đóng góp những bài blog, mục báo cho chủ đề tương tự, trong đó có cả trang The Guardian, The Telegraph, cùng những báo lớn khác đưa tin. Suw Charman-Anderson nhận ra rằng vấn đề không phải là thiếu phụ nữ trong lĩnh vực công nghệ, mà là việc họ không được nhìn nhận và tôn vinh một cách xứng đáng.

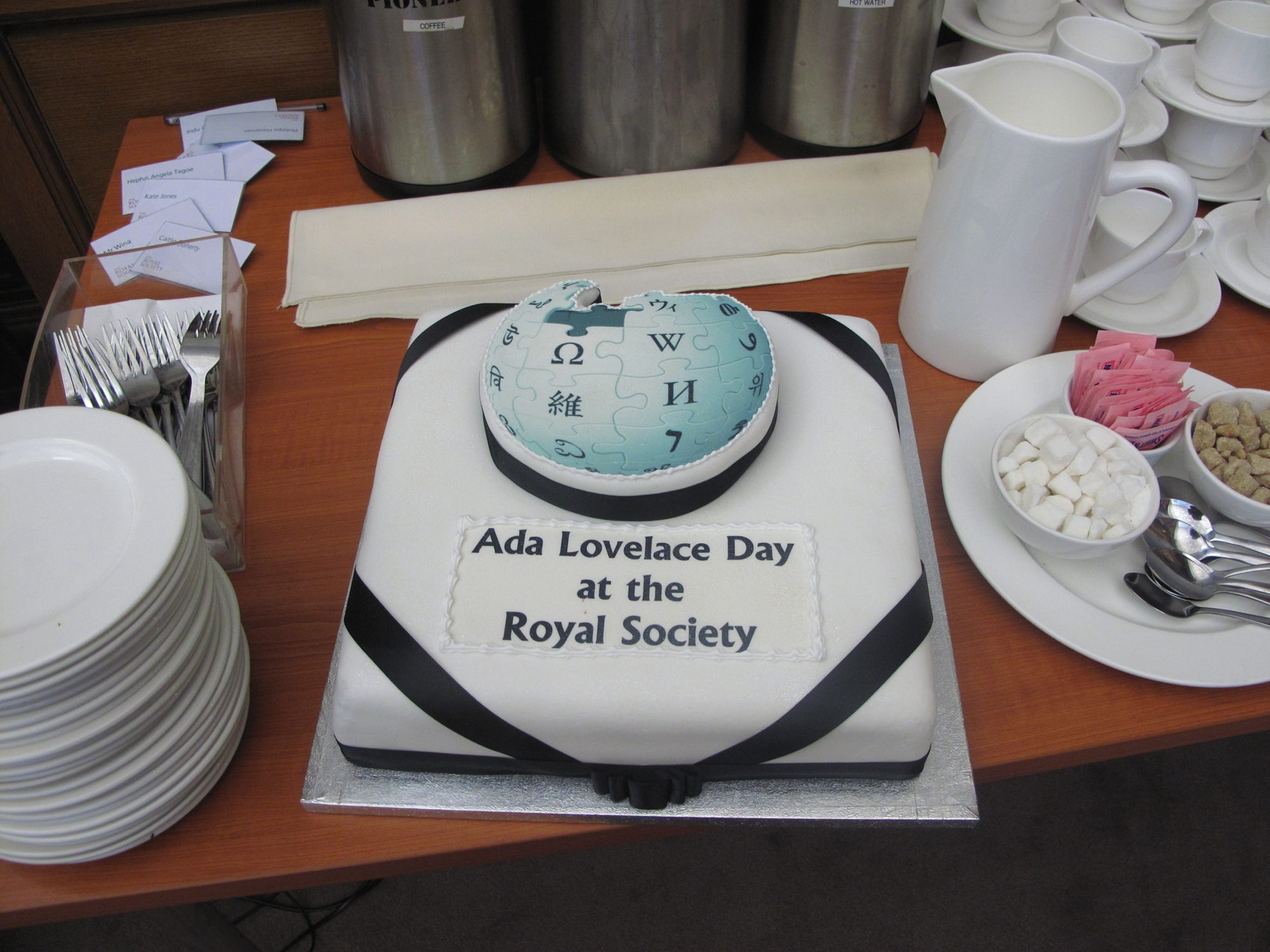
Bánh kem Wiki trong một sự kiện editathons nhân Ngày Ada Lovelace do Wikimedia UK tổ chức năm 2012.

Kể từ khi thành lập, Ngày Ada Lovelace đã có quy mô quốc tế, với các sự kiện được tổ chức bởi các nhóm từ bảo tàng, hiệp hội nghề nghiệp, trường đại học, cao đẳng và trung học. Mặc dù Ngày Ada Lovelace là ngày thứ Ba thứ hai của tháng 10, nhưng các sự kiện tôn vinh phụ nữ trong lĩnh vực STEM thường kéo dài trong khoảng thời gian từ tháng 10 đến tháng 11 và bao gồm các hoạt động đa dạng, từ các cuộc thi Wikipedia Editathons trực tiếp/từ xa cho đến các buổi thảo luận nhóm và chiếu phim.
Các hoạt động cho ngày lễ tôn vinh này đã càng mở rộng thêm kể từ năm 2009 để nêu bật những đóng góp đa dạng của phụ nữ trong ngành STEM  ở các quốc gia khác nhau. Nhiều sự kiện đề cao các sáng kiến chính sách và học bổng liên quan đến tính công bằng, đa dạng và hòa nhập; mang lại không gian và nền tảng cho việc đối thoại và thảo luận về cách thức hoạt động của thiên kiến vô thức, nguyên do chính tạo ra rào cản đối với những đóng góp và tiến bộ của phụ nữ trong các lĩnh vực chuyên môn của STEM.

## Đọc thêm

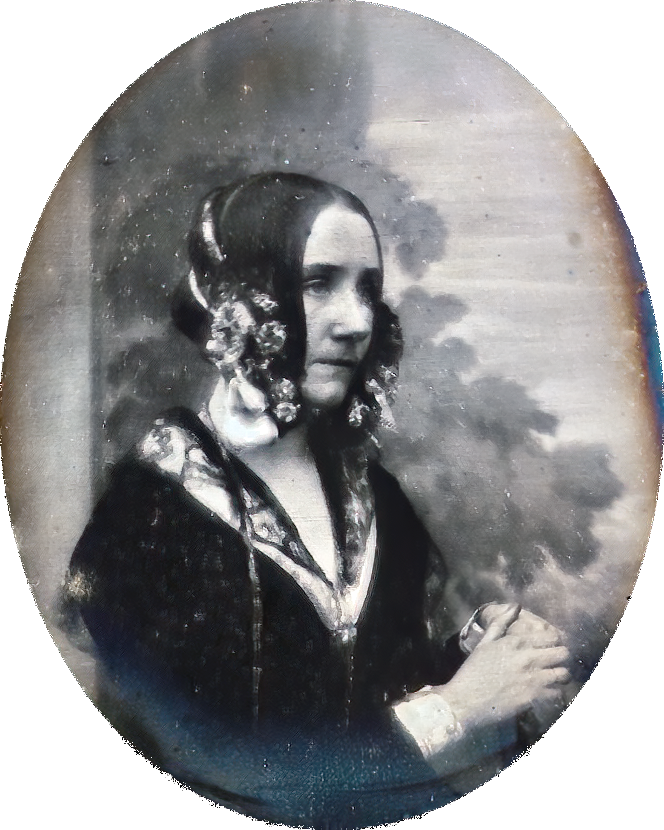
Ada Lovelace (1815 – 1852), người đã đóng góp nền tảng lý thuyết cho ngôn ngữ máy tính hiện đại ngày nay.